# 마리포현

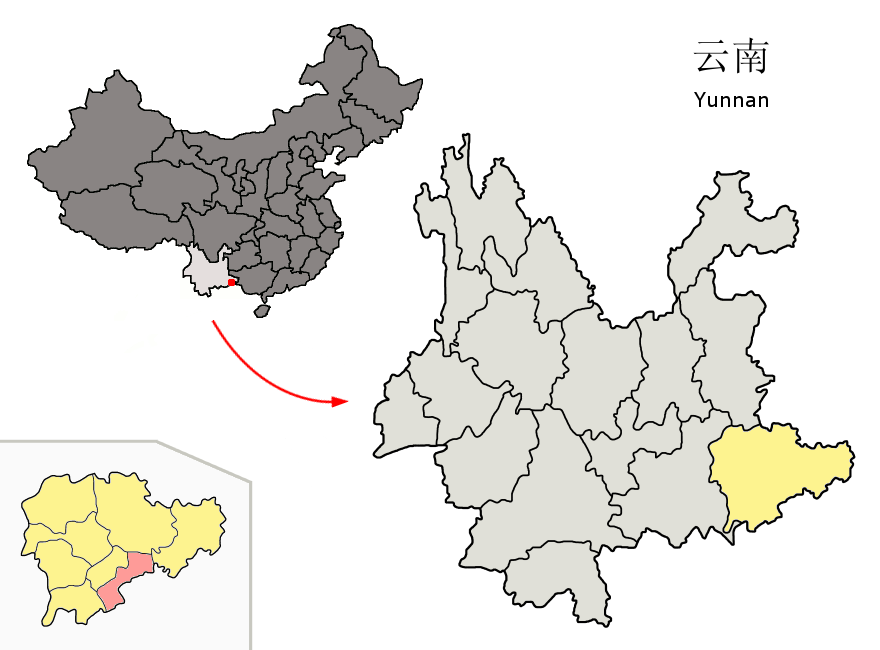
마리포 현의 위치

마리포현(한국어: 마률파현, 중국어: 麻栗坡县, 병음: Málìpō Xiàn)은 중화인민공화국 윈난성 원산 좡족 먀오족 자치주의 현급 행정구역이다. 넓이는 2395km2이고, 인구는 2007년 기준으로 280,000명이다.

## 행정 구역
4개 진, 6개 향, 1개 민족향을 관할한다.
- 진: 麻栗镇, 大坪镇, 董干镇, 天保镇.
- 향: 下金厂乡, 八布乡, 六河乡, 杨万乡, 铁厂乡, 马街乡.
- 민족향: 猛硐瑶族乡.